# Picture Me Broken
Picture Me Broken ist eine Metalcore-Band aus Redwood City, Kalifornien, die zwischenzeitlich bei Megaforce Records unter Vertrag stand. Das Debütalbum Wide Awake wurde am 6. Juli 2010 via Megaforce veröffentlicht.

## Geschichte
Picture Me Broken wurde im Jahr 2005 von Frontfrau Layla Brooklyn Allman und dem Bassisten Austin Dunn gegründet. Beide kenne sich seit der Schule und wollten seit ihrem 12. Lebensjahr eine Band gründen. Inspiriert wurde die Gruppe von Gruppen wie Paramore, Heart und Flyleaf, welche alle weibliche Frontsänger haben. Ihre musikalischen Einflüsse sind hingegen Gruppen wie Blessthefall, Before Their Eyes und Scary Kids Scaring Kids.
Bei den MTV Video Music Awards 2009 gewann die Gruppe in der Kategorie Best Breakout Bay Area Artist. Im selben Jahr war die Gruppe unter den 20 bekanntesten Unsigned Bands in der PureVolume-Rangliste zu finden.
Ihr Song Dearest (I'm So Sorry) aus der gleichnamigen EP, welche 2009 erschien ist in dem Videospiel Rock Band 2 zu hören.
Seit 2011 steht die Gruppe um Frontsängerin und Keyboarderin Layla Brooklyn Allman bei StandBy Records unter Vertrag. Weitere Musiker sind Dante Phoenix (Leadgitarre), Jimmy Strimpel (Gitarre), Austin Dunn (Bass) und Connor Lung (Schlagzeug).
Picture Me Broken spielten bereits auf der Warped Tour in San Francisco (2009) und auch auf dem SXSW (2010). Außerdem war die Gruppe Opener für Saosin im Jahr 2009. Nachdem die Gruppe zu StandBy Records wechselte, arbeitete die Gruppe an einer neuen EP. Diese trägt den Namen Mannequins und soll am 18. Dezember 2012 veröffentlicht werden.

## Diskografie

### EPs
- 2009: Dearest (I'm So Sorry) (Megaforce Records)

### Alben
- 2010: Wide Awake (Megaforce Records)

## Awards
- 2009: MTV Video Music Awards (Best Breakout Bay Area Artist, gewonnen)
- 2009: Top-20 in der PureVolume-Rangliste der bekanntesten Unsigned Bands im Jahr 2009

## Wissenswertes
Layla Brooklyn Allman (* 31. März 1993) ist die uneheliche Tochter des Rocksängers Gregg Allman, die aus seiner Beziehung mit Shelby Blackburn hervorging.